# Edat Democràtica
L'Edat Democràtica és un terme encunyat pel filòsof italià Giambattista Vico i que fa referència a un dels períodes de la civilització que conformen la seva teoria de la història. Més recentment, ha estat emprat com el tercer període de la història de la literatura en l'obra El Cànon Occidental, del crític nord-americà Harold Bloom. Inclou les obres recomanades del segle xix, amb gran abundància d'autors en anglès per sobre dels altres. Hi apareix per primer cop la literatura russa.

## Obres enumerades per Harold Bloom

### Itàlia
- Sobre els sepulcres, d'Ugo Foscolo
- Els promesos d'Alessandro Manzoni
- Els poemes i assaigs de Giacomo Leopardi
- Himne a Satan i Odes de Giosuè Carducci
- Les novel·les sicilianes de Giovanni Verga

### Espanya i Portugal
- La poesia de Gustavo Adolfo Bécquer
- Fortunata y Jacinta de Benito Pérez Galdós
- La Regenta de Clarín
- Els Maias d'Eça de Queirós

### França
- Atala i René i El geni del cristianisme de François-René de Chateaubriand
- Meditacions de Lamartine
- La poesia d'Alfred de Vigny i Alfred Musset
- L'obra completa de Victor Hugo
- La lírica de Gérard de Nerval
- Mademoiselle de Maupin de Theophile Gautier
- Les novel·les d'Honoré de Balzac
- El roig i el negre i La cartoixa de Parma de Stendhal
- Les novel·les de Gustave Flaubert
- Les flors del mal de Baudelaire
- La poesia de Mallarmé, Paul Verlaine i Rimbaud
- L'obra de Jules Laforgue
- Els contes de Guy de Maupassant
- Germinal i Nana d'Émile Zola

### Escandinàvia
- L'obra d'Henrik Ibsen
- L'obra d'August Strindberg

### Gran Bretanya
- L'obra de William Blake
- La poesia de Robert Burns i Wordsworth
- Les novel·les de Walter Scott i Jane Austen
- La poesia de Lord Byron
- L'obra de Samuel Taylor Coleridge
- Confessions d'un fumador d'opi de Thomas De Quincey
- Els poemes de Walter Savage Landor i Percy Shelley
- Els assaigs de Charles Lamb
- Castle Rackrent de Maria Edgeworth
- Els poemes de John Keats, John Clare, Thomas Hood i Thomas Wade
- Records d'un passejant de Charles Maturin
- Les novel·les de Charles Dickens
- L'obra de George Darley, Robert Browning i Thomas Lovell Beddoes
- La poesia d'Alfred Lord Tennyson, Dante Gabriel Rosetti i Matthew Arnold
- Gryll Grange de Thomas Love Peacock
- Els poemes d'Arthur Hugh Clough i Gerard Manley Hopkins
- Sartor Resartus de Thomas Carlyle
- L'obra completa de John Ruskin, John Henry Newman i Walter Pater
- The Rubaiyat of Omar Khayyam de Edward Fitzgerald
- Sobre la llibertat de John Stuart Mill
- L'obra de Lewis Carroll
- New Grub Street de George Gissing
- Les obres d'Anthony Trollope, John Henry Newman i William Makepeace Thackery
- Jane Eyre i Villette de Charlotte Brontë
- La dama de blanc de Wilkie Collins
- Els poemes de Francis Thompson i Lionel Johnson
- L'obra completa d'Oscar Wilde i George Eliot
- Les novel·les de Robert Louis Stevenson
- Dràcula de Bram Stoker
- La poesia d'Ernest Dowson i Coventry Patmore

### Alemanya
- La poesia de Novalis
- Els contes dels germans Grimm i d'E. T. A. Hoffmann
- L'aranya negra de Jeremias Gotthelf
- Els escrits de Friedrich Schlegel
- Els poemes de Theodor Storm, Heinrich Heine i Stefan George
- Effi Briest de Theodor Fontane
- Els escrits de filosofia de Nietzsche
- La mort de Danton de Georg Büchner

### Rússia
- L'obra completa d'Aleksandr Puixkin i Nikolai Gogol
- Un heroi del nostre temps de Mikhaïl Lérmontov
- Una història familiar de Serguei Aksàkov
- Oblomov d'Ivan Gontxarov
- Les novel·les d'Ivan Turguénev, Tolstoi i Dostoievski
- La tempesta d'Aleksandr Ostrovski
- Els poemes d'Aleksandr Blok
- L'obra completa de Txékhov

### Estats Units
- The Sketch Book de Washington Irving
- La poesia de William Cullen Bryant, Emily Dickinson i Henry Wadsworth
- Els assaigs de Ralph Waldo Emerson
- Els poemes de Walt Whitman i Frederick Goddard
- La lletra escarlata de Nathaniel Hawthorne
- Moby Dick de Herman Melville
- L'obra completa d'Edgar Allan Poe
- Walden de Henry David Thoreau
- Donetes de Louisa May Alcott
- Els poemes de Sidney Lanier i Henry Wadsworth Longfellow
- El despertar de Kate Chopin
- Les novel·les de Henry James i Mark Twain
- The Octopus de Frank Norris
- L'obra completa de Stephen Crane i Trumbull Stickney
- The Country of the Pointed Firs and Other Stories de Sarah Orne Jewett